# Jacques Canetti
Jacques Canetti (Rusze, 1909. május 30. – Suresnes, 1997. június 7.) francia színházi rendező és lemezvezető.
Georges Brassens, Jacques Brel, Guy Béart, Félix Leclerc, Francis Lemarque, Serge Gainsbourg, Henri Salvador, Boris Vian, Raymond Devos, Fernand Raynaud, Anne Sylvestre, Pierre Dac és Francis Blanche, Juliette Gréco, Catherine Sauvage, Claude Nougaro és sok más frankofón művész.[pontosabban?]
Megalapította a Les 3 Baudets kabarét Párizsban, és 1962-ig a Philips Polydor lemezkiadó igazgatója volt. Ezután saját kiadót alapított Les Productions Jacques Canetti néven.
Jacques Canetti az író és Nobel-díjas Elias Canetti testvére volt.
Jacques Canetti a HEC Paris diplomáját szerezte.[pontosabban?]